# New Carrollton (metropolitana di Washington)
New Carrollton è una stazione della metropolitana di Washington, capolinea della linea arancione; funga anche da stazione per il Maryland Area Regional Commuter (linea Penn) e per alcuni treni dell'Amtrak. Si trova a New Carrollton, in Maryland.
È stata inaugurata il 20 novembre 1978, contestualmente all'apertura del tratto oltre la stazione di Stadium-Armory.
La stazione è dotata di un parcheggio da 3500 posti, ed è servita da autobus dei sistemi Metrobus (anch'esso gestito dalla WMATA) e TheBus, e da autobus della Maryland Transit Administration. Vi fermano anche autobus extraurbani della Greyhound.